# Jeff Ferrell
Pour les articles homonymes, voir Ferrell.
Jeffrey Alan Ferrell (né le 23 novembre 1990 à Charlotte, Caroline du Nord, États-Unis) est un lanceur droitier qui a joué pour les Tigers de Détroit dans la Ligue majeure de baseball en 2015 et 2017.

## Carrière
Jeff Ferrell est repêché par les Tigers de Détroit  au 26e tour de sélection en 2010. 
Il fait ses débuts dans le baseball majeur comme lanceur de relève pour les Tigers le 4 juillet 2015 face aux Blue Jays de Toronto.